# اما آبراهامیان
اما آبراهامیان (ارمنی: Էմմա Աբրահամյան؛ انگلیسی: Emma Abrahamian) (متولد ۱۹۱۹ (۱۲۹۸) در جلفای نو اصفهان) پیکره‌ساز و متخصص کنده‌کاری بر روی چوب ارمنی‌تبار اهل ایران است.

## زندگی‌نامه

### تحصیلات
- دکتری مجسمه‌سازی از دانشگاه بوزار پاریس فرانسه در سال ۱۹۵۹ (۱۳۳۸)

فارغ‌التحصیل رشته نقاشی از دانشکده هنرهای زیبای دانشگاه تهران بود و تحصیلات عالی خویش را در مدرسه هنرهای زیبای پاریس

### فعالیت‌ها

- استاد تمام وقت در گروه معماری دانشکدهٔ معماری و شهرسازی دانشگاه ملی ایران (شهید بهشتی)

عمده فعالیت وی در زمینهٔ مجسمه‌سازی است و از آثار شاخص وی می‌توان به مجسمه هوهانس خان ماسحیان واقع در کلیسای مریم مقدس تهران اشاره نمود.
وی همچنین سال‌ها در رشتهٔ مجسمه‌سازی و تاریخ هنر دانشکده هنرهای زیبای دانشگاه تهران به امر تدریس اشتغال داشته‌است.

### جوایز و افتخارات
آبراهامیان در ۱۹۶۰م موفق به کسب دو جایزه از نمایشگاه زنان پیکره‌ساز لندن شده‌است.